# Berillio-9
Il Berillio-9 è un isotopo del metallo berillio. È l'isotopo del Berillio più presente in natura ed è l'unico isotopo stabile di quest'ultimo (è stabile con 5 neutroni).
Il berillio-9 ha la proprietà di essere un moltiplicatore neutronico, in quanto assorbe un neutrone e ne emette altri due. Questa proprietà fu usata ai primordi degli sviluppi dei reattori nucleari da Fermi e dagli altri ricercatori introducendo barre di berillio nel reattore per aumentare il flusso neutronico verso il combustibile. Successivamente, quando l'economia neutronica dei reattori migliorò permettendo l'autosostentamento della reazione di fissione le barre furono realizzate in materiali assorbenti neutronici (come cadmio e argento).
| Controllo di autorità | GND (DE) 4144846-7 |